# ¿Dónde Estás Corazón?
"¿Dónde Estás Corazón?" (trong Tiếng Việt là Tình yêu, ngươi ở đâu?) là ca khúc của ca sĩ người Colombia Shakira được phát hành dưới dạng đĩa đơn vào năm 1994.

## Thông tin bên lề
Ca khúc này lần đầu tiên xuất hiện trong một album tuyển tập mang tên Nuestro Rock (Nhạc Rock của chúng tôi), được phát hành ở quê hương của cô, Colombia. Ca khúc này chính là bài hát nổi bật nhất trong album, và nhất là video được quay cho bài hát do đạo diễn Oscar Azula & Julian Torres. Khiến ca khúc trở thành một cú "hit" ở Colombia. Nhờ thành công của ca khúc quá lớn, hãng đĩa Sony Music cho cô một cơ hội để thu âm và phát hành album mới. Cuối cùng, bài hát đã được nằm trong album Pies Descalzos, và trở thành đĩa đơn thứ năm khi được phát hành lại vào năm 1996 tại Mĩ Latin. Ca khúc được hòa âm lại trong album The Remixes (1997) và được có mặt trong album tuyển tập ca khúc hay nhất của Shakira mang tên Grandes Éxitos (2002).

## Video ca nhạc
Video ca nhạc đầu tiên của ca khúc được thực hiện dưới sự chỉ đạo của đạo diễn Oscar Azula & Julian Torres. Trong video, Shakira trình diễn ca khúc trong nền màu trắng và đen, sau đó cô nhảy trong chiếc đầm bạc với khung cảnh đầy màu sắc. Video này chỉ được trình chiếu riêng tại Colombia.
Video ca nhạc thứ hai được đạo diễn bởi Gustavo Garzón, trong video này, Shkira đang cầm một vài tấm ảnh, ngồi trên một chiếc ghế màu đỏ, hát trong mưa và một số diễn viên trong một số cảnh khác.

## Vị trí
| Bảng xếp hạng (1996)               | Vị trí |
| ---------------------------------- | ------ |
| Hoa Kỳ Hot Latin Songs (Billboard) | 5*     |
| Hoa Kỳ Latin Pop Songs (Billboard) | 3*     |

- Phiên bản hòa âm lại[1]